# Нервин, Валентин Михайлович
Валентин Михайлович Нервин (настоящая фамилия — Берман; род. 15 августа 1955, Воронеж) — советский и российский поэт.

## Биография
Родился 15 августа 1955 года в Воронеже. Окончил школу с углублённым изучением математики (1972), а затем — экономический факультет Воронежского инженерно-строительного института (1977). В течение 15 лет работал в проектных и научно-исследовательских организациях, а в 1993 году поступил на государственную службу в администрацию Воронежской области. Повышал квалификацию в Российской академии государственной службы при Президенте РФ, В 2009 году вышел в отставку в чине советника государственной гражданской службы РФ 1 класса.
Член Союза российских писателей (1993) и Российского авторского общества. Автор 17 книг стихотворений и афоризмов. Один из основоположников поэтического клуба «Лик». Один из основателей и член редколлегии литературно-художественного альманаха «Ямская слобода». Наряду с Александром Кушнером, Олегом Чухонцевым и Игорем Шкляревским руководил семинаром поэзии на 1-м Всероссийском совещании молодых литераторов (Ярославль, 1995). Принимал участие в совещании и встрече ведущих писателей страны с Президентом РФ (Москва, 2013).
Победитель Международного Чеховского конкурса и дипломант Международной гильдии писателей (Германия, 2010). В 2011—2015 годах неоднократно становился лауреатом фестивалей литературы и искусства, проходивших в Крыму (Волошинский фестиваль, «Славянские традиции», «Боспорские Агоны», «Зов Нимфея»). Лауреат литературных премий «Кольцовский край» и имени Н. Лескова (Россия), а также имени В. Сосюры (Украина).
В 2012 году отмечен специальным призом Евразийского Фонда Культуры «Яблоко Поэзии», а в 2023 году -  специальным призом Международного литературного фестиваля «Петербургские мосты». Лауреат специальной премии Союза российских писателей «За сохранение традиций русской поэзии» в рамках Международной Волошинской премии (2013), Международной Лермонтовской премии (2014). Лауреат первой премии Международного литературного конкурса «Созвездие духовности» (2018). Лауреат международного литературного фестиваля "Русский Гофман" (2019).
Лауреат Национальной литературной премии "Золотое перо Руси Архивная копия от 10 октября 2018 на Wayback Machine" в номинации «Моя малая Родина» (2021). Лауреат Международной литературной премии Союза писателей Северной Америки имени Марка Твена (2021).
Награждён дипломом лауреата Германского Международного литературного конкурса «Лучшая книга года» за сборник стихотворений «Раз и навсегда» (2022).
Дипломант Всероссийской поэтической премии им.А.Ахматовой (2023).
В качестве члена жюри принимал участие в Международных литературных конкурсах и фестивалях в России и за её пределами (Израиль, Украина) и награждён дипломом им. Атанаса Ванчева «За высокое литературное мастерство».
«…У Нервина слова, собранные в стих, сохраняют естественность непринуждённого звучания и выстраиваются так, словно в размер их не выстраивали, а они сами ждали этого. Слова влюблены в стих даже там, где душа ощущает себя «по обе стороны любви» — на грани бытия и небытия…» (Лев Аннинский).
Автор многочисленных публикаций в российских альманахах и в периодике. Публикации в поэтических антологиях и в журналах Австралии, Англии, Беларусии, Бельгии, Германии, Греции, Израиля, Казахстана, Канады, Молдовы, Новой Зеландии, Румынии, США, Украины на русском языке, а также в переводах на английский, испанский, румынский, сербский, украинский языки.
«Пафос сокровенности — драгоценное качество лирики Валентина Нервина. Язык чувственных фактов дает возможность в нескольких строках выразить реальность, постигая мир, а главное — человеческую судьбу» (Сергей Алиханов).
На стихи Валентина Нервина написано более 200 песен. В 2020 - 2023 годах вышли авторские аудиоальбомы «Живая душа», «Заводные человечки», "Август", "Хозяин ждет..." (музыка О. Пожарского, стихи В. Нервина). Отмечен благодарностью Фонда памяти Арно Бабаджаняна.
Женат третьим браком. Жена Лариса Оленина — поэт, прозаик, переводчик.
Живёт в городе Воронеж, Россия.
Младший сын живёт в Москве, отношения с ним и со своими внуками Валентин Нервин не поддерживает.  
«Стихи Валентина Нервина оставляют по себе долгую память, и каждый, кому доведётся их прочесть..., уже не забудет, что есть такой поэт.» (Виктор Есипов).